# جاده ئی۲۵۱ اروپا
جاده ئی۲۵۱ اروپا (به انگلیسی: European route E251) یکی از جاده‌های درجه ۲ قاره اروپا است.
این جاده که در کشور آلمان قرار دارد از شهر زازنیتس شروع شده و در شهر برلین به پایان میرسد.